# Nodig
Nodig is een lied van de Nederlandse zanger Paul Sinha in samenwerking met rapper Snelle. Het werd in 2019 als single uitgebracht en stond in 2020 als twaalfde track op het album Dromen van Paul Sinha. 

## Achtergrond
Nodig is geschreven door Jochem Fluitsma, Joey Moehmadsaleh, Paul Sinha, Lars Bos en Flori Del Pino en geproduceerd door Jordan Wayne. Het is een nummer uit het genre nederpop. In het lied zingt de liedverteller over dat hij zijn geliefde mist en hij haar nodig heeft in zijn leven. Het is de eerste keer dat de twee artiesten met elkaar samenwerken, die elkaar kenden doordat ze samen in de klas zaten bij de Herman Brood Academie.

## Hitnoteringen
De artiesten hadden weinig succes met het lied in de Nederlandse hitlijsten. Er was geen notering in de Single Top 100 en ook de Top 40 werd niet bereikt. Bij laatstgenoemde was er wel de twaalfde plaats in de Tipparade.